# Hebius beddomei
Hebius beddomei är en ormart som beskrevs av Günther 1864. Hebius beddomei ingår i släktet Hebius och familjen snokar. Inga underarter finns listade i Catalogue of Life.
Arten förekommer i bergstrakten Västra Ghats i Indien. Utbredningsområdet ligger 60 till 1000 meter över havet. Hebius beddomei lever i delvis städsegröna tropiska skogar och på odlingsmark i närheten. Den hittas ofta nära vattendrag eller vid träskmarker. Individerna är aktiva på dagen och jagar grodor samt små paddor. Honor lägger ägg.
Några exemplar dör i trafiken och beståndet påverkas negativ av nyetablerade gruvdrift samt användning av bekämpningsmedel. Hebius beddomei är fortfarande vanligt förekommande. IUCN listar arten som livskraftig (LC).

## Bildgalleri

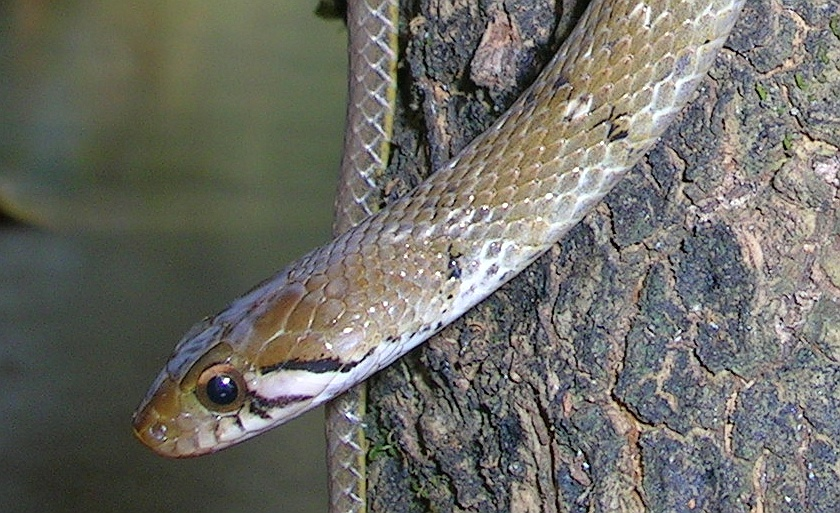
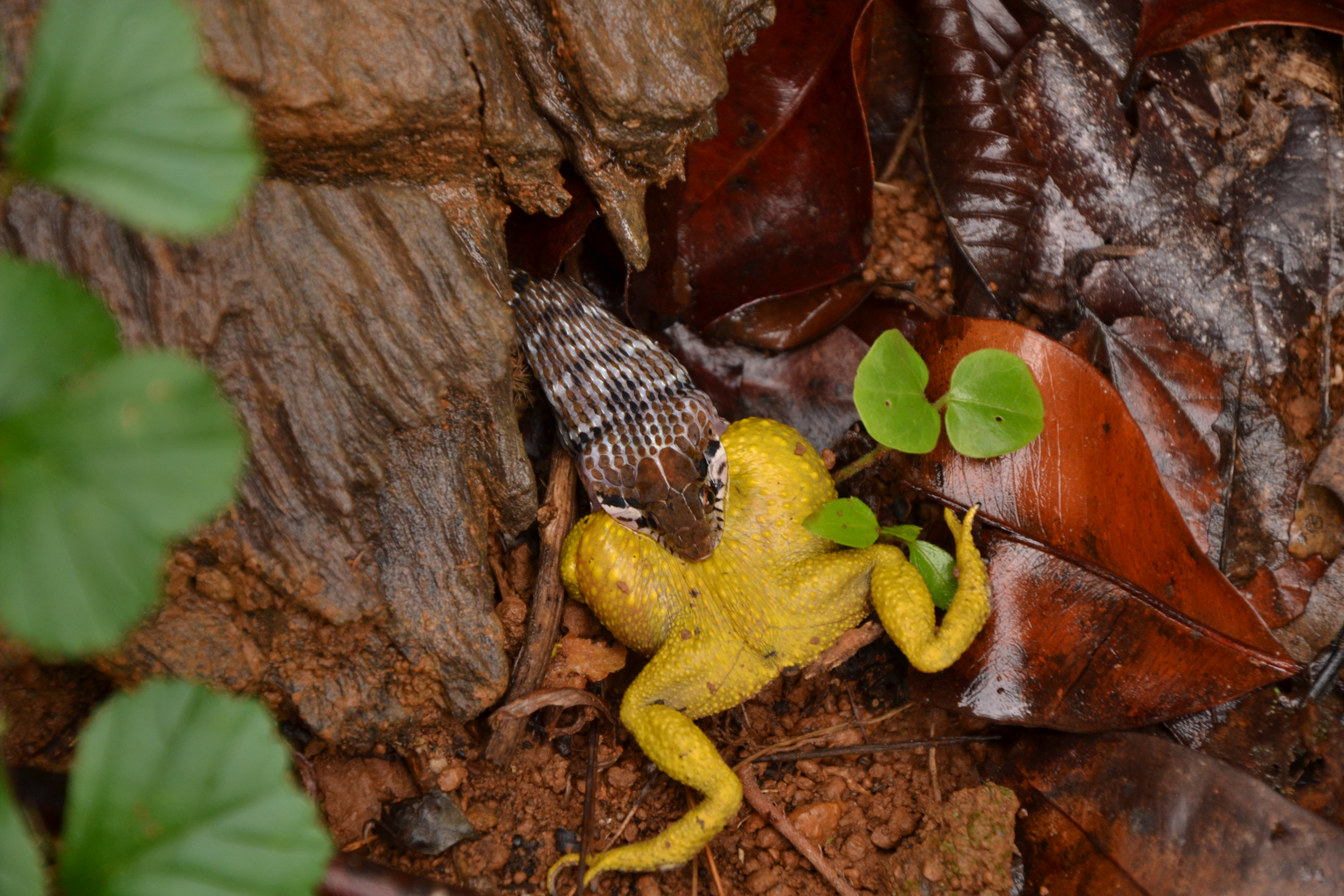
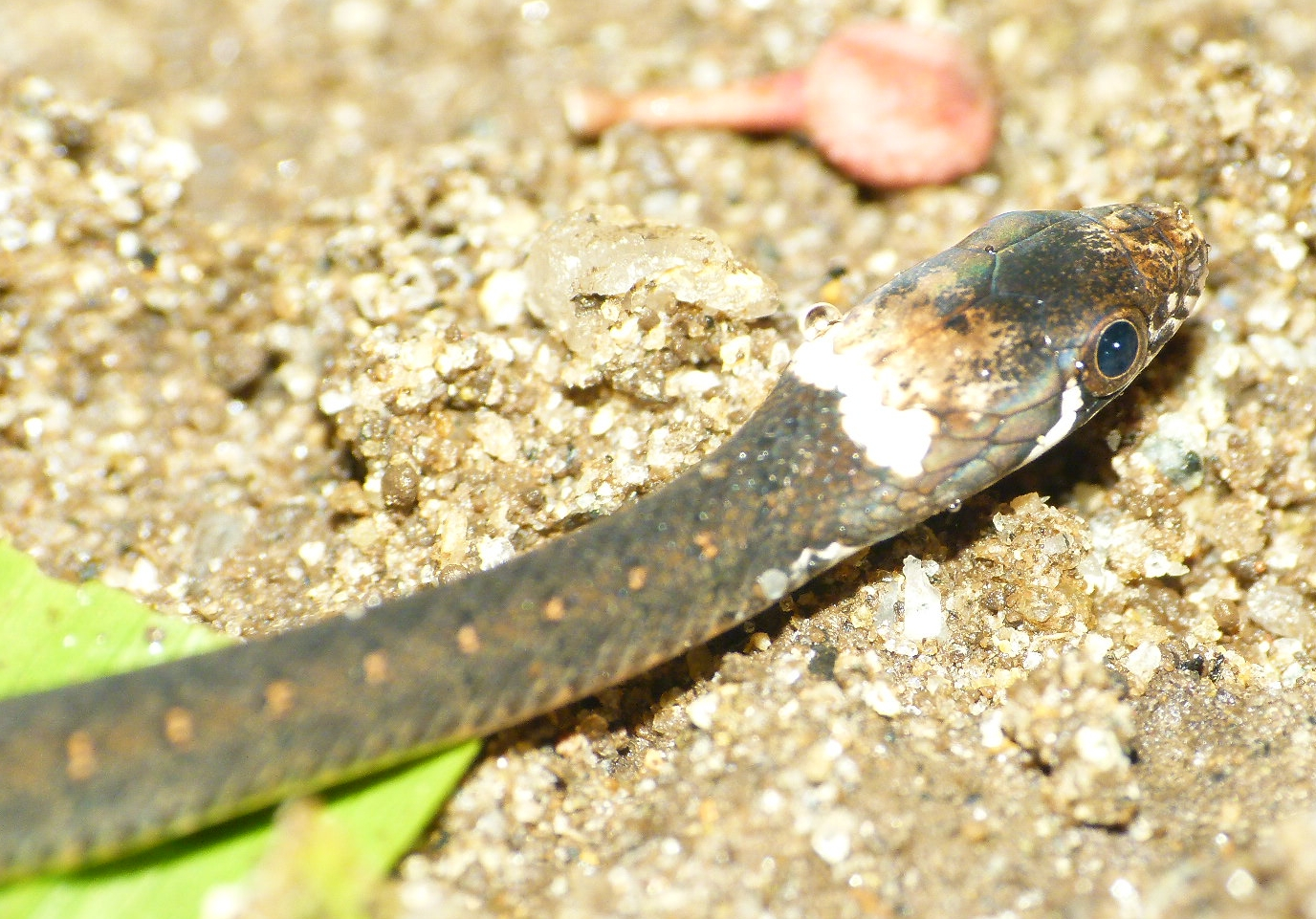